# ماري لويد (مقدم تلفزيوني)
ماري لويد (بالإنجليزية: Siân Lloyd)‏ (و. 1958  م) هي مقدمة تلفزيونية من المملكة المتحدة، وويلز.

## التعليم
تعلمت في كلية يسوع (أكسفورد)، وتعلمت في جامعة كارديف.

## وصلات خارجية
- ماري لويد على موقع IMDb (الإنجليزية)
- ماري لويد على موقع قاعدة بيانات الفيلم (الإنجليزية)

- ماري لويد في قاعدة بيانات الأفلام على الإنترنت